# Богданова, Елена Михайловна
Елена Михайловна Богданова (род. 24 марта 1955 года, Тула, РСФСР, СССР) — российский политик, депутат Государственной Думы ФС РФ I созыва

## Биография
В 1977 году получила высшее образование по специальности «инженер лесного хозяйства» окончив Ленинградскую лесотехническую академию. С 1977 по 1979 год работала в Пахомовском лесничестве Заокского лесхоза Тульской области помощником лесничего. С 1979 по 1984 год работала в управлении лесного хозяйства Тульской области инженером. С 1984 по 1993 год работала в Тульском опытном лесхозе главным лесничим.
В 1993 году была выдвинута от Аграрной партии России кандидатом в депутаты Государственной Думы I созыва по Щёкинскому одномандатному избирательному округу № 177, в результате выборов была избрана депутатом. В Государственной Думе была заместителем председателя комитета по природным ресурсам и природопользованию, входила во фракцию Аграрной партии России.
В 1995 году баллотировалась в Государственную Думу II созыва одновременно по спискам Аграрной партии России и Щёкинскому одномандатному избирательному округу, в результате выборов в Госдуму не прошла.

## Награды и звания
- Почётное звание «Заслуженный лесовод Российской Федерации»
- Нагрудный знак «Заслуженный лесовод Российской Федерации»[5]